# Arrondissement de Mamers
L'arrondissement de Mamers est une division administrative française, située dans le département de la Sarthe et la région Pays de la Loire.

## Composition

### Découpage antérieur à 2015
- canton de Beaumont-sur-Sarthe
- canton de Bonnétable
- canton de Bouloire[1]
- canton de Conlie[1]
- canton de la Ferté-Bernard
- canton de Fresnay-sur-Sarthe
- canton de La Fresnaye-sur-Chédouet
- canton de Mamers
- canton de Marolles-les-Braults
- canton de Montfort-le-Gesnois[1]
- canton de Montmirail (Sarthe)
- canton de Saint-Calais[1]
- canton de Saint-Paterne
- canton de Sillé-le-Guillaume[1]
- canton de Tuffé
- canton de Vibraye[1]

### Découpage communal depuis 2015
Depuis 2015, le nombre de communes des arrondissements varie chaque année soit du fait du redécoupage cantonal de 2014 qui a conduit à l'ajustement de périmètres de certains arrondissements, soit à la suite de la création de communes nouvelles. Le nombre de communes de l'arrondissement de Mamers est ainsi de 197 en 2015, 196 en 2016, 195 en 2017 et 191 en 2019.
Au 1er janvier 2024, l'arrondissement groupe les 191 communes suivantes :
1. Aillières-Beauvoir
2. Ancinnes
3. Arçonnay
4. Ardenay-sur-Mérize
5. Assé-le-Boisne
6. Assé-le-Riboul
7. Les Aulneaux
8. Avesnes-en-Saosnois
9. Avezé
10. Beaufay
11. Beaumont-sur-Sarthe
12. Beillé
13. Berfay
14. Bernay-Neuvy-en-Champagne
15. Bérus
16. Bessé-sur-Braye
17. Béthon
18. Blèves
19. Boëssé-le-Sec
20. Bonnétable
21. La Bosse
22. Bouër
23. Bouloire
24. Bourg-le-Roi
25. Le Breil-sur-Mérize
26. Briosne-lès-Sables
27. Champfleur
28. Champrond
29. La Chapelle-du-Bois
30. La Chapelle-Huon
31. La Chapelle-Saint-Fray
32. La Chapelle-Saint-Rémy
33. Chenay
34. Chérancé
35. Chérisay
36. Cherré-Au
37. Cogners
38. Commerveil
39. Conflans-sur-Anille
40. Congé-sur-Orne
41. Conlie
42. Connerré
43. Contilly
44. Cormes
45. Coudrecieux
46. Courcemont
47. Courcival
48. Courgains
49. Courgenard
50. Crissé
51. Cures
52. Dangeul
53. Degré
54. Dehault
55. Dollon
56. Domfront-en-Champagne
57. Doucelles
58. Douillet
59. Duneau
60. Écorpain
61. Fatines
62. La Ferté-Bernard
63. Fresnay-sur-Sarthe
64. Fyé
65. Gesnes-le-Gandelin
66. Grandchamp
67. Gréez-sur-Roc
68. Le Grez
69. Jauzé
70. Juillé
71. Lamnay
72. Lavardin
73. Lavaré
74. Livet-en-Saosnois
75. Lombron
76. Louvigny
77. Louzes
78. Le Luart
79. Lucé-sous-Ballon
80. Maisoncelles
81. Mamers
82. Maresché
83. Marolles-les-Braults
84. Marolles-lès-Saint-Calais
85. Marollette
86. Les Mées
87. Melleray
88. Meurcé
89. Mézières-sous-Lavardin
90. Mézières-sur-Ponthouin
91. Moitron-sur-Sarthe
92. Moncé-en-Saosnois
93. Monhoudou
94. Montaillé
95. Montfort-le-Gesnois
96. Montmirail
97. Montreuil-le-Chétif
98. Mont-Saint-Jean
99. Moulins-le-Carbonnel
100. Nauvay
101. Neufchâtel-en-Saosnois
102. Neuvillalais
103. Neuvillette-en-Charnie
104. Nogent-le-Bernard
105. Nouans
106. Nuillé-le-Jalais
107. Oisseau-le-Petit
108. Panon
109. Parennes
110. Peray
111. Pezé-le-Robert
112. Piacé
113. Pizieux
114. Préval
115. Prévelles
116. La Quinte
117. Rahay
118. René
119. Rouessé-Fontaine
120. Rouessé-Vassé
121. Rouez
122. Rouperroux-le-Coquet
123. Ruillé-en-Champagne
124. Saint-Aignan
125. Saint-Aubin-de-Locquenay
126. Saint-Aubin-des-Coudrais
127. Saint-Calais
128. Saint-Calez-en-Saosnois
129. Saint-Célerin
130. Sainte-Cérotte
131. Saint-Christophe-du-Jambet
132. Saint-Corneille
133. Saint-Cosme-en-Vairais
134. Saint-Denis-des-Coudrais
135. Saint-Georges-du-Rosay
136. Saint-Georges-le-Gaultier
137. Saint-Gervais-de-Vic
138. Saint-Jean-des-Échelles
139. Saint-Léonard-des-Bois
140. Saint-Longis
141. Saint-Maixent
142. Saint-Marceau
143. Saint-Mars-de-Locquenay
144. Saint-Mars-la-Brière
145. Saint-Martin-des-Monts
146. Saint-Michel-de-Chavaignes
147. Saint-Ouen-de-Mimbré
148. Saint-Paterne - Le Chevain
149. Saint-Paul-le-Gaultier
150. Saint-Pierre-des-Ormes
151. Saint-Rémy-de-Sillé
152. Saint-Rémy-des-Monts
153. Saint-Rémy-du-Val
154. Sainte-Sabine-sur-Longève
155. Saint-Symphorien
156. Saint-Ulphace
157. Saint-Victeur
158. Saint-Vincent-des-Prés
159. Saosnes
160. Savigné-l'Évêque
161. Sceaux-sur-Huisne
162. Ségrie
163. Semur-en-Vallon
164. Sillé-le-Guillaume
165. Sillé-le-Philippe
166. Sougé-le-Ganelon
167. Soulitré
168. Souvigné-sur-Même
169. Surfonds
170. Tennie
171. Terrehault
172. Théligny
173. Thoigné
174. Thoiré-sous-Contensor
175. Thorigné-sur-Dué
176. Torcé-en-Vallée
177. Tresson
178. Le Tronchet
179. Tuffé Val de la Chéronne
180. Val-d'Étangson
181. Valennes
182. Vancé
183. Vernie
184. Vezot
185. Vibraye
186. Villaines-la-Carelle
187. Villaines-la-Gonais
188. Villeneuve-en-Perseigne
189. Vivoin
190. Volnay
191. Vouvray-sur-Huisne

## Démographie
En 2022, l'arrondissement comptait 149 436 habitants.
| 1968    | 1975    | 1982    | 1990    | 1999    | 2006    | 2011    | 2016    | 2021    |
| ------- | ------- | ------- | ------- | ------- | ------- | ------- | ------- | ------- |
| 131 006 | 130 023 | 132 606 | 133 978 | 137 838 | 146 577 | 150 782 | 150 238 | 149 694 |

| 2022    | - | - | - | - | - | - | - | - |
| ------- | - | - | - | - | - | - | - | - |
| 149 436 | - | - | - | - | - | - | - | - |

## Histoire
Le 13 février 2006, l'arrondissement de Mamers a gagné six cantons retirés de l'arrondissement du Mans. Ce redécoupage « rééquilibre les dimensions géographique et démographique de ces arrondissements, consécutivement à l'évolution du département et à la création de structures de coopération intercommunale ; [il] répond ainsi aux besoins de l'aménagement du territoire en prenant en compte la composition des pays, territoires de projet, telle qu'elle apparaît au premier janvier 2006. » 

## Administration
| Période        | Période      | Identité                             | Fonction précédente                                     | Observation                          |
| -------------- | ------------ | ------------------------------------ | ------------------------------------------------------- | ------------------------------------ |
| ca 1865-1870   |              | Henri-Joseph Dugué de La Fauconnerie |                                                         | -                                    |
|                |              |                                      |                                                         | -                                    |
| mai 1877       | octobre 1877 | Georges Salving de Boissieu          | sous-préfet de Segré                                    | Démissionnaire en octobre 1877       |
|                |              |                                      |                                                         | -                                    |
| 1985           | 1987         | Georges Geoffret                     | -                                                       | commissaire adjoint de la République |
| octobre 2005   | mars 2008    | François Bonnet                      | -                                                       | -                                    |
| mars 2008      | juin 2009    | Françoise Rey-Reynier                | Sous-préfète, directrice de cabinet du préfet de l'Aude | -                                    |
| juin 2009      | juin 2011    | Véronique Doisneau-Herry             | Conseillère au tribunal administratif d'Orléans         | -                                    |
| septembre 2011 | août 2013    | Eric Cluzeau                         | Secrétaire général de la préfecture de la Corrèze       | -                                    |
| septembre 2013 | en cours     | Laura Reynaud                        | Sous-préfète de Pontarlier                              | -                                    |